# Sasu Happonen
Sasu Happonen (ur. 1969) – fiński skoczek narciarski, brązowy medalista mistrzostw świata juniorów z 1987 roku.
4 lutego 1987 roku w Asiago podczas mistrzostw świata juniorów zdobył brązowy medal w konkursie drużynowym, w którym wystartował wraz z Jarkko Heikkilä, Ari-Pekką Nikkolą oraz Erkki Nykänenem. Drużyna Finlandii przegrała wówczas z zespołami Niemieckiej Republiki Demokratycznej i Republiki Federalnej Niemiec.

## Mistrzostwa świata juniorów
- Indywidualnie
  - 1986  Lake Placid – 45. miejsce
  - 1987  Asiago / Gallio – 18. miejsce
- Drużynowo
  - 1986  Lake Placid – 7. miejsce
  - 1987  Asiago / Gallio – brązowy medal

## Puchar Świata

### Miejsca w poszczególnych konkursach indywidualnychPucharu Świata
| Źródło | Źródło      | Źródło      | Źródło      | Źródło   | Źródło     | Źródło                 | Źródło    | Źródło        | Źródło              | Źródło              | Źródło         | Źródło         | Źródło  | Źródło  | Źródło    | Źródło       | Źródło       | Źródło  | Źródło    | Źródło   | Źródło | Źródło | Źródło  | Źródło  | Źródło | Źródło | Źródło | Źródło | Źródło | Źródło | Źródło | Źródło | Źródło | Źródło | Źródło | Źródło | Źródło | Źródło | Źródło | Źródło | Źródło | Źródło | Źródło | Źródło | Źródło | Źródło | Źródło | Źródło | Źródło |
| --- | ----------- | ----------- | ----------- | -------- | ---------- | ---------------------- | --------- | ------------- | ------------------- | ------------------- | -------------- | -------------- | ------- | ------- | --------- | ------------ | ------------ | ------- | --------- | -------- | ------ | ------ | ------- | ------- | ------ | ------ | ------ | ------ | ------ | ------ | ------ | ------ | ------ | ------ | ------ | ------ | ------ | ------ | ------ | ------ | ------ | ------ | ------ | ------ | ------ | ------ | ------ | ------ | ------ |
| Sezon 1985/1986                                                                                                   |             |             |             |          |            |                        |           |               |                     |                     |                |                |         |         |           |              |              |         |           |          |        |        |         |         |        |        |        |        |        |        |        |        |        |        |        |        |        |        |        |        |        |        |        |        |        |        |        |        |        |
| Thunder Bay | Thunder Bay | Lake Placid | Lake Placid | Chamonix | Oberstdorf | Garmisch-Partenkirchen | Innsbruck | Bischofshofen | Harrachov           | Liberec             | Klingenthal    | Oberwiesenthal | Sapporo | Sapporo | Vikersund | Vikersund    | Sankt Moritz | Gstaad  | Engelberg | Lahti    | Lahti  | Oslo   | Planica | Planica | punkty |        |        |        |        |        |        |        |        |        |        |        |        |        |        |        |        |        |        |        |        |        |        |        |        |
| - | -           | -           | -           | -        | -          | -                      | -         | -             | -                   | -                   | -              | -              | -       | -       | -         | -            | -            | -       | -         | 81       | -      | -      | -       | -       | 0      |        |        |        |        |        |        |        |        |        |        |        |        |        |        |        |        |        |        |        |        |        |        |        |        |
| Sezon 1986/1987                                                                                                   |             |             |             |          |            |                        |           |               |                     |                     |                |                |         |         |           |              |              |         |           |          |        |        |         |         |        |        |        |        |        |        |        |        |        |        |        |        |        |        |        |        |        |        |        |        |        |        |        |        |        |
| Thunder Bay | Thunder Bay | Lake Placid | Lake Placid | Chamonix | Oberstdorf | Garmisch-Partenkirchen | Innsbruck | Bischofshofen | Szczyrbskie Jezioro | Szczyrbskie Jezioro | Oberwiesenthal | Sapporo        | Sapporo | Lahti   | Lahti     | Örnsköldsvik | Falun        | Planica | Planica   | Rælingen | Oslo   | punkty | punkty  | punkty  | punkty | punkty | punkty | punkty | punkty | punkty | punkty | punkty | punkty | punkty | punkty | punkty | punkty | punkty | punkty | punkty |        |        |        |        |        |        |        |        |        |
| - | -           | -           | -           | -        | -          | -                      | -         | -             | -                   | -                   | -              | -              | -       | 77      | 73        | -            | -            | -       | -         | -        | -      | 0      | 0       | 0       | 0      | 0      | 0      | 0      | 0      | 0      | 0      | 0      | 0      | 0      | 0      | 0      | 0      | 0      | 0      | 0      |        |        |        |        |        |        |        |        |        |
| Legenda |             |             |             |          |            |                        |           |               |                     |                     |                |                |         |         |           |              |              |         |           |          |        |        |         |         |        |        |        |        |        |        |        |        |        |        |        |        |        |        |        |        |        |        |        |        |        |        |        |        |        |
| 1 2 3 4-10 11-15 poniżej 15 dq – dyskwalifikacja q – zawodnik nie zakwalifikował się - – zawodnik nie wystartował |             |             |             |          |            |                        |           |               |                     |                     |                |                |         |         |           |              |              |         |           |          |        |        |         |         |        |        |        |        |        |        |        |        |        |        |        |        |        |        |        |        |        |        |        |        |        |        |        |        |        |